# 조르주 드 라 네지에르
조르주 드 라 네지에르(프랑스어: Georges de la Nézière, 1878년 7월 18일 ~ 1914년 10월 9일)은 프랑스의 육상 선수로 파리 (프랑스)에서 태어났다. 그는 아테네에서 열린 1896년 하계 올림픽에 참가했다.
네지에르는 800m 경기에 출전했다. 그는 에선에서 3위를 기록, 결선에 나가지 못했다.
아라스 근방에서 사망했다.